# Jacob Köck
Jacob Köck (* 12. September 1630 in Sillian; † 4. März 1673 in Brixen, Südtirol) war ein österreichischer Orgelbauer.

## Leben
Jacob Köck war als Orgelbauergeselle bei Daniel Herz in Brixen tätig, den er beim Bau der Orgel in Sillian kennengelernt haben dürfte. Nachdem Daniel Herz seine Werkstatt nach Innsbruck verlegt hatte, machte sich Jacob Köck als Orgelbauer in Brixen selbständig, wo er auch als Inwohner aufgenommen wurde.
Nach seinem frühen Tod wurde der Orgelbaubetrieb zunächst von Ursus Neinlist weitergeführt, da seine Söhne Franz Köck und Johannes Köck dafür noch zu jung waren. Später wurde der Betrieb des Jacob Köck von seinem Sohn Franz Köck weitergeführt.

## Werkliste
| Jahr | Ort        | Gebäude                        | Bild | Manuale | Register | Bemerkungen                              |
| ---- | ---------- | ------------------------------ | ---- | ------- | -------- | ---------------------------------------- |
| 1666 | Brixen     | Pfarrkirche St. Michael        |      |         |          |                                          |
| 1666 | Tschars    | Pfarrkirche St. Martin         |      |         |          |                                          |
| 1668 | Burgeis    | Abtei Marienberg               |      | I/P     | 8        | Verwendung als Chororgel, nicht erhalten |
| 1669 | Naturns    | Kirche St. Prokulus            |      |         |          |                                          |
| 1677 | Kastelruth | Pfarrkirche St. Peter und Paul |      |         |          |                                          |